# Zonosaurus laticaudatus
Zonosaurus laticaudatus es una especie de lagarto del género Zonosaurus, familia Gerrhosauridae. Fue descrita científicamente por Grandidier en 1869.
Habita en Madagascar. Puede medir hasta 50 centímetros.

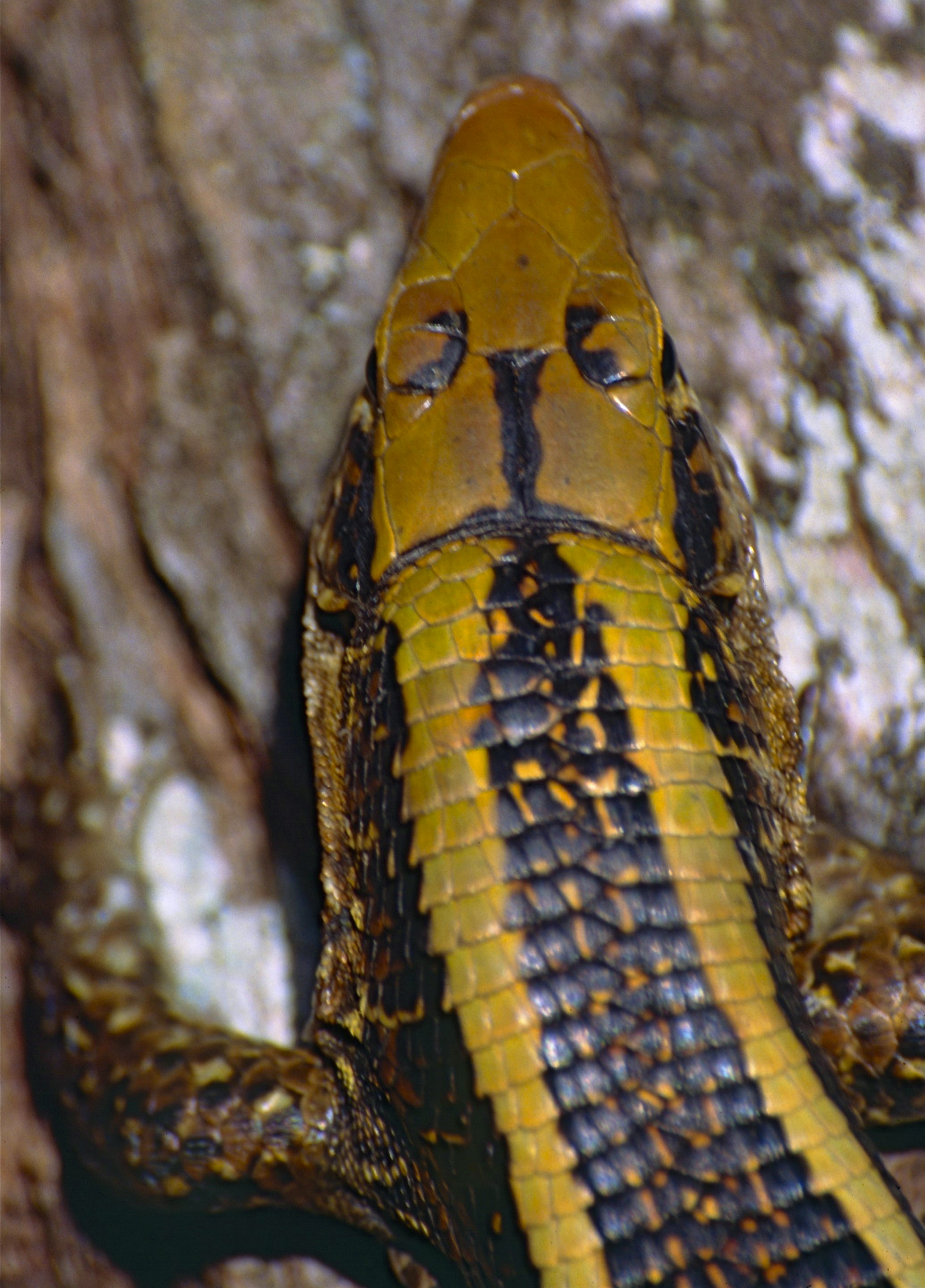
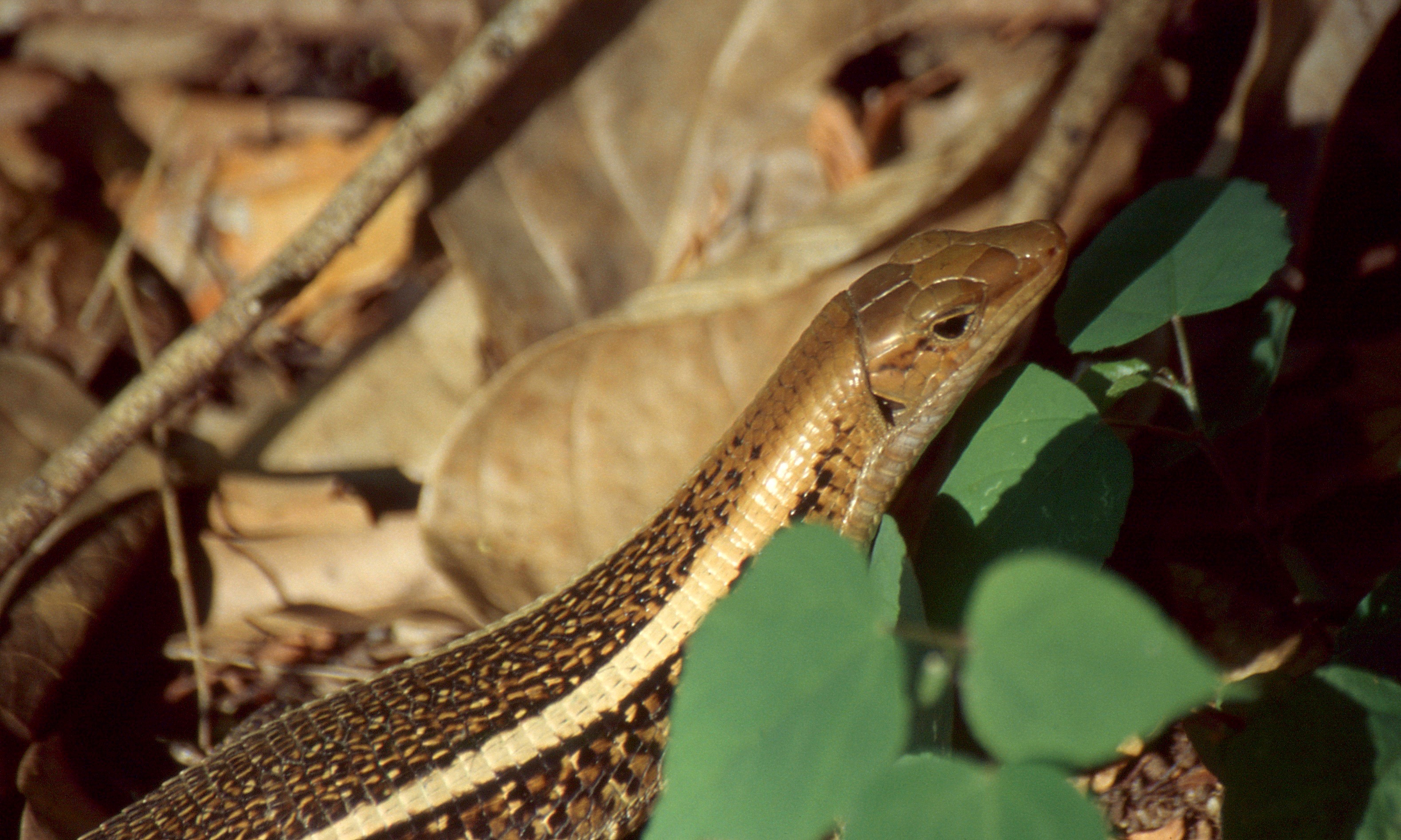
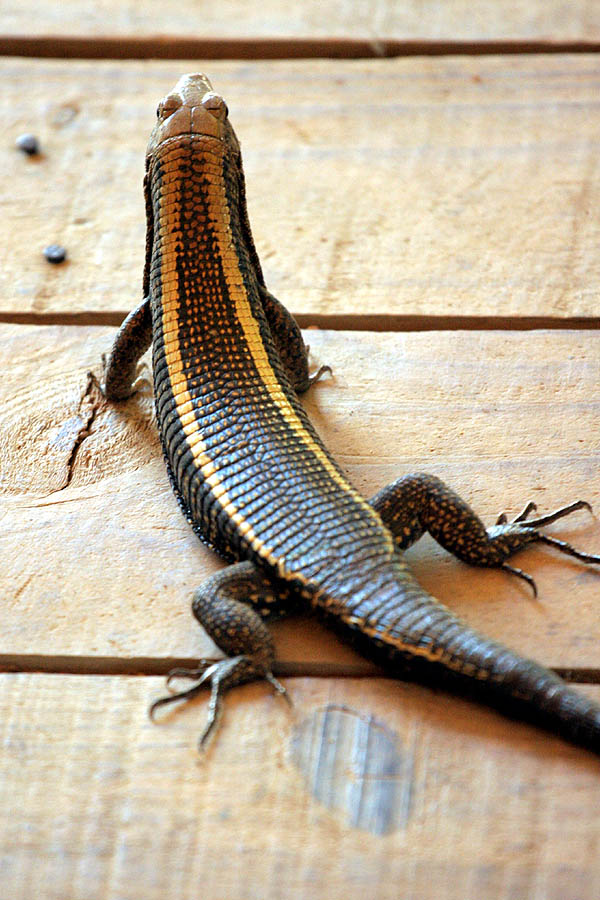